# Шклівська селищна рада
Шклівська селищна рада — орган місцевого самоврядування у Яворівському районі Львівської області. Адміністративний центр — селище міського типу Шкло.

## Загальні відомості
Шклівська селищна рада утворена в 1969 році. Водоймища на території, підпорядкованій даній раді: річка Шкло.

## Історія
Шклівська селищна рада Шклівська сільська Рада-1945 року Шклівська селищна Рада.

## Населені пункти
Селищній раді підпорядковані населені пункти:
- смт Шкло
- с. Солиги
- с. Стадники

## Склад ради
Рада складається з 22 депутатів та голови.

### Керівний склад попередніх скликань
| ПІБ                     | Основні відомості                                                                         | Дата обрання | Дата звільнення |
| ----------------------- | ----------------------------------------------------------------------------------------- | ------------ | --------------- |
| Кіт Любов Степанівна    | Селищний голова, 1962 року народження, позапартійна                                       | 26.03.2006   | 31.10.2010      |
| Лаба Володимир Петрович | Селищний голова, 1962 року народження, освіта вища, член політичної партії «Наша Україна» | 31.10.2010   | 25.10.2015      |
| Лаба Володимир Петрович | Селищний голова, 1962 року народження, освіта вища, безпартійний, самовисування           | 25.10.2015   |                 |

Примітка: таблиця складена за даними джерела